# Campeonato FIBA África de 2009
El Campeonato FIBA África de 2009, también llamado "Afrobasket 2009", corresponde a la 25.ª edición del AfroBasket. Se desarrolló en Libia del 5 al 14 de agosto, lugo de que Nigeria (el país que lo iba a organizar) dimitiera al no estar conforme con las directrices de clasificación. El torneo otorgó tres cupos para el Mundial de 2010.
Angola ganó su décimo campeonato (sexto consecutivo) al superar en la final a Costa de Marfil 87-72. El tercer cupo lo obtuvo Túnez al vencer a Camerún. Angola, Costa de Marfil y Túnez clasificaron al mundial de baloncesto, Túnez por primera vez. Joaquim Gomez obtuvo el premio al Jugador Más Valioso por segunda vez consecutiva.

## Sedes
| Grupo | Ciudad  | Pabellón                  | Capacidad |
| ----- | ------- | ------------------------- | --------- |
| C y D | Trípoli | African Union Arena       | 7.000     |
| A y B | Bengasi | Suliman Ad-Dharrath Arena | 10.000    |

## Equipos participantes
Para esta edición participaran 16 equipos los cuales calificaran de la siguiente manera:
- 4 califican automáticamente (Sede, Oro, Plata y Bronce de la edición de 2007).
- 11 de una fase de clasificación
- 1 wild card.

El sorteo para definir los 4 grupos se llevó a cabo en junio de 2009 en Libia. Los grupos quedaron así:
| Grupo A         | Grupo B    | Grupo C                  | Grupo D    |
| --------------- | ---------- | ------------------------ | ---------- |
| Costa de Marfil | Angola     | Camerún                  | Cabo Verde |
| Libia           | Egipto     | República Centroafricana | Marruecos  |
| Nigeria         | Malí       | Congo                    | Ruanda     |
| Sudáfrica       | Mozambique | Senegal                  | Túnez      |

## Ronda preliminar

### Grupo A
|   | Equipo          | Pts | PG | PP | PF  | PC  | Dif  |
| - | --------------- | --- | -- | -- | --- | --- | ---- |
| 1 | Nigeria         | 6   | 3  | 0  | 287 | 214 | 73   |
| 2 | Costa de Marfil | 5   | 2  | 1  | 251 | 214 | 37   |
| 3 | Libia           | 4   | 1  | 2  | 233 | 242 | −9   |
| 4 | Sudáfrica       | 3   | 0  | 3  | 178 | 279 | −101 |

| 5 de agosto, 16:00                   | Costa de Marfil                      | 84 - 93                              | Nigeria                            |  |
| Reporte                              |                                      |                                      |                                    |  |
| Parciales: 14-25, 26-18, 9-22, 35-28 | Parciales: 14-25, 26-18, 9-22, 35-28 | Parciales: 14-25, 26-18, 9-22, 35-28 | Suliman Ad-Dharrath Arena, Bengasi |  |
| D. Yape 16                           | Pts                                  | 29 Efevberha                         | Suliman Ad-Dharrath Arena, Bengasi |  |
| Kone 13                              | Rebs                                 | 10 Munoeke                           | Suliman Ad-Dharrath Arena, Bengasi |  |
| M. Diabate 4                         | Asists                               | 4 Efevberha                          | Suliman Ad-Dharrath Arena, Bengasi |  |

| 5 de agosto, 21:00                            | Libia                                         | 88 - 72                                       | Sudáfrica                                                         |  |
| Reporte                                       |                                               |                                               |                                                                   |  |
| Parciales: 13 – 18, 18 – 12, 27 – 17, 30 – 25 | Parciales: 13 – 18, 18 – 12, 27 – 17, 30 – 25 | Parciales: 13 – 18, 18 – 12, 27 – 17, 30 – 25 | Suliman Ad-Dharrath Arena, Bengasi Asistencia: 4.500 espectadores |  |
| A. Belgasem 25                                | Pts                                           | 24 N. Mothiba                                 | Suliman Ad-Dharrath Arena, Bengasi Asistencia: 4.500 espectadores |  |
| H. Salem 13                                   | Rebs                                          | 6 N. Mothiba                                  | Suliman Ad-Dharrath Arena, Bengasi Asistencia: 4.500 espectadores |  |
| M. Youssef Ben Elhaj 5                        | Asists                                        | 2 N. Mothiba                                  | Suliman Ad-Dharrath Arena, Bengasi Asistencia: 4.500 espectadores |  |

| 6 de agosto, 16:30                   | Sudáfrica                            | 49 - 97                              | Nigeria                                                           |  |
| Reporte                              |                                      |                                      |                                                                   |  |
| Parciales: 6-28, 18-23, 13-27, 12-19 | Parciales: 6-28, 18-23, 13-27, 12-19 | Parciales: 6-28, 18-23, 13-27, 12-19 | Suliman Ad-Dharrath Arena, Bengasi Asistencia: 2.500 espectadores |  |
| C. Gabriel 13                        | Pts                                  | 20 C. Oguchi                         | Suliman Ad-Dharrath Arena, Bengasi Asistencia: 2.500 espectadores |  |
| F. Mazibuko 6                        | Rebs                                 | 13 E. Ugboaja                        | Suliman Ad-Dharrath Arena, Bengasi Asistencia: 2.500 espectadores |  |
| Dos jugadores 2                      | Asists                               | 5 M. Umeh                            | Suliman Ad-Dharrath Arena, Bengasi Asistencia: 2.500 espectadores |  |

| 6 de agosto, 19:00                   | Costa de Marfil                      | 73 - 64                              | Libia                                                             |  |
| Reporte                              |                                      |                                      |                                                                   |  |
| Parciales: 19-23, 21-14, 13-5, 20-22 | Parciales: 19-23, 21-14, 13-5, 20-22 | Parciales: 19-23, 21-14, 13-5, 20-22 | Suliman Ad-Dharrath Arena, Bengasi Asistencia: 3.200 espectadores |  |
| E. Craven 16                         | Pts                                  | 21 A. Belgasem                       | Suliman Ad-Dharrath Arena, Bengasi Asistencia: 3.200 espectadores |  |
| M. Kone 8                            | Rebs                                 | 13 H. Salem                          | Suliman Ad-Dharrath Arena, Bengasi Asistencia: 3.200 espectadores |  |
| E. Craven 4                          | Asists                               | 3 A. Belgasem                        | Suliman Ad-Dharrath Arena, Bengasi Asistencia: 3.200 espectadores |  |

| 7 de agosto, 14:00                   | Costa de Marfil                      | 94 - 57                              | Sudáfrica                          |  |
| Reporte                              |                                      |                                      |                                    |  |
| Parciales: 26-15, 22-17, 30-17, 16-8 | Parciales: 26-15, 22-17, 30-17, 16-8 | Parciales: 26-15, 22-17, 30-17, 16-8 | Suliman Ad-Dharrath Arena, Bengasi |  |
| P. Amagou 18                         | Pts                                  | 11 N. Mothiba                        | Suliman Ad-Dharrath Arena, Bengasi |  |
| J. Kale 9                            | Rebs                                 | 7 L. Sibankulu                       | Suliman Ad-Dharrath Arena, Bengasi |  |
| M. Diabate 6                         | Asists                               | 2 Cuatro jugadores                   | Suliman Ad-Dharrath Arena, Bengasi |  |

| 7 de agosto, 19:00                    | Libia                                 | 81 - 97                               | Nigeria                            |  |
| Reporte                               |                                       |                                       |                                    |  |
| Parciales: 26-23, 23-23, 11-33, 21-18 | Parciales: 26-23, 23-23, 11-33, 21-18 | Parciales: 26-23, 23-23, 11-33, 21-18 | Suliman Ad-Dharrath Arena, Bengasi |  |
| M. Youssef 19                         | Pts                                   | 27 M. Efevberha                       | Suliman Ad-Dharrath Arena, Bengasi |  |
| H. Salem 7                            | Rebs                                  | 7 G. Muoneke                          | Suliman Ad-Dharrath Arena, Bengasi |  |
| A. Belgasem 4                         | Asists                                | 6 J. Akognon                          | Suliman Ad-Dharrath Arena, Bengasi |  |

### Grupo B
|   | Equipo     | Pts | PG | PP | PF  | PC  | Dif |
| - | ---------- | --- | -- | -- | --- | --- | --- |
| 1 | Angola     | 6   | 3  | 0  | 251 | 193 | 58  |
| 2 | Malí       | 5   | 2  | 1  | 208 | 180 | 28  |
| 3 | Egipto     | 4   | 1  | 2  | 188 | 208 | −20 |
| 4 | Mozambique | 3   | 0  | 3  | 166 | 232 | −66 |

| 5 de agosto, 11:00                   | Mozambique                           | 62 - 72                              | Egipto                             |  |
| Reporte                              |                                      |                                      |                                    |  |
| Parciales: 15–19, 14–18, 12–26, 21–9 | Parciales: 15–19, 14–18, 12–26, 21–9 | Parciales: 15–19, 14–18, 12–26, 21–9 | Suliman Ad-Dharrath Arena, Bengasi |  |
| O. Magoliço 18                       | Pts                                  | 14 A. Fanan                          | Suliman Ad-Dharrath Arena, Bengasi |  |
| S. Adam 7                            | Rebs                                 | 7 M. Adly                            | Suliman Ad-Dharrath Arena, Bengasi |  |
| F. Mandlate 3                        | Asists                               | 4 A. Fanan                           | Suliman Ad-Dharrath Arena, Bengasi |  |

| 5 de agosto, 13:30                    | Angola                                | 79 - 74                               | Malí                               |  |
| Reporte                               |                                       |                                       |                                    |  |
| Parciales: 24–24, 21–14, 21–23, 13–13 | Parciales: 24–24, 21–14, 21–23, 13–13 | Parciales: 24–24, 21–14, 21–23, 13–13 | Suliman Ad-Dharrath Arena, Bengasi |  |
| J. Gomes 31                           | Pts                                   | 19 A. Sy                              | Suliman Ad-Dharrath Arena, Bengasi |  |
| A. Costa 13                           | Rebs                                  | 4 L. Chelle                           | Suliman Ad-Dharrath Arena, Bengasi |  |
| Dos jugadores 3                       | Asists                                | Tres jugadores 2                      | Suliman Ad-Dharrath Arena, Bengasi |  |

| 6 de agosto, 14:00                   | Malí                                 | 67 - 54                              | Mozambique                         |  |
| Reporte                              |                                      |                                      |                                    |  |
| Parciales: 18–17, 18–16, 18-8, 13–13 | Parciales: 18–17, 18–16, 18-8, 13–13 | Parciales: 18–17, 18–16, 18-8, 13–13 | Suliman Ad-Dharrath Arena, Bengasi |  |
| N. Diakité 17                        | Pts                                  | 11 O. Magoliço                       | Suliman Ad-Dharrath Arena, Bengasi |  |
| Traore 8                             | Rebs                                 | 5 S. Muianga                         | Suliman Ad-Dharrath Arena, Bengasi |  |
| L. Chelle 6                          | Asists                               | 3 C. Muchate                         | Suliman Ad-Dharrath Arena, Bengasi |  |

| 6 de agosto, 21:30                   | Egipto                               | 69 - 79                              | Angola                             |  |
| Reporte                              |                                      |                                      |                                    |  |
| Parciales: 23–17, 5–10, 12–26, 29–26 | Parciales: 23–17, 5–10, 12–26, 29–26 | Parciales: 23–17, 5–10, 12–26, 29–26 | Suliman Ad-Dharrath Arena, Bengasi |  |
| A. Fanan 13                          | Pts                                  | 17 C. Almeida                        | Suliman Ad-Dharrath Arena, Bengasi |  |
| M. Khorshid 7                        | Rebs                                 | 6 A. Costa                           | Suliman Ad-Dharrath Arena, Bengasi |  |
| W. Badr 4                            | Asists                               | 4 A. Costa                           | Suliman Ad-Dharrath Arena, Bengasi |  |

| 7 de agosto, 16:30                   | Egipto                               | 47 - 67                              | Malí                               |  |
| Reporte                              |                                      |                                      |                                    |  |
| Parciales: 14-17, 15-10, 12-21, 6-19 | Parciales: 14-17, 15-10, 12-21, 6-19 | Parciales: 14-17, 15-10, 12-21, 6-19 | Suliman Ad-Dharrath Arena, Bengasi |  |
| R. Gunady 9                          | Pts                                  | 14 L. Chelle                         | Suliman Ad-Dharrath Arena, Bengasi |  |
| W. Badr 7                            | Rebs                                 | 10 A. Sy                             | Suliman Ad-Dharrath Arena, Bengasi |  |
| W. Badr 3                            | Asists                               | 3 L. Chelle                          | Suliman Ad-Dharrath Arena, Bengasi |  |

| 7 de agosto, 19:00                  | Angola                              | 93 - 50                             | Mozambique                         |  |
| Reporte                             |                                     |                                     |                                    |  |
| Parciales: 12-18, 21-15, 22-9, 38-8 | Parciales: 12-18, 21-15, 22-9, 38-8 | Parciales: 12-18, 21-15, 22-9, 38-8 | Suliman Ad-Dharrath Arena, Bengasi |  |
| E. Mingas 16                        | Pts                                 | 11 S. Adam                          | Suliman Ad-Dharrath Arena, Bengasi |  |
| F. Ambrosio 7                       | Rebs                                | 7 S. Muianga                        | Suliman Ad-Dharrath Arena, Bengasi |  |
| O. Cipriano 5                       | Asists                              | 3 C. Muchate                        | Suliman Ad-Dharrath Arena, Bengasi |  |

### Grupo C
|   | Equipo                   | Pts | PG | PP | PF  | PC  | Dif |
| - | ------------------------ | --- | -- | -- | --- | --- | --- |
| 1 | Senegal                  | 6   | 3  | 0  | 244 | 202 | 42  |
| 2 | Camerún                  | 5   | 2  | 1  | 214 | 192 | 22  |
| 3 | República Centroafricana | 4   | 1  | 2  | 251 | 222 | 29  |
| 4 | Congo                    | 3   | 0  | 3  | 185 | 278 | −93 |

| 5 de agosto, 13:30                    | Senegal                               | 95 - 68                               | Congo                        |  |
| Reporte                               |                                       |                                       |                              |  |
| Parciales: 28-24, 27-21, 25-12, 15-11 | Parciales: 28-24, 27-21, 25-12, 15-11 | Parciales: 28-24, 27-21, 25-12, 15-11 | African Union Arena, Trípoli |  |
| B. Ndong 26                           | Pts                                   | 22 J. Koumba                          | African Union Arena, Trípoli |  |
| B. Cisse 10                           | Rebs                                  | 8 J. Koumba                           | African Union Arena, Trípoli |  |
| B. Cisse 10                           | Asists                                | 4 B. Dibessa                          | African Union Arena, Trípoli |  |

| 5 de agosto, 16:00                   | Camerún                              | 79 - 69                              | República Centroafricana     |  |
| Reporte                              |                                      |                                      |                              |  |
| Parciales: 25–8, 18-27, 18–23, 18–11 | Parciales: 25–8, 18-27, 18–23, 18–11 | Parciales: 25–8, 18-27, 18–23, 18–11 | African Union Arena, Trípoli |  |
| G Essengué 19                        | Pts                                  | 17 L. Bomayako                       | African Union Arena, Trípoli |  |
| H. Nana 8                            | Rebs                                 | 7 M. Mombollet                       | African Union Arena, Trípoli |  |
| C. Makanda 5                         | Asists                               | 4 Y. Zachée                          | African Union Arena, Trípoli |  |

| 6 de agosto, 14:00                    | República Centroafricana              | 69 - 82                               | Senegal                      |  |
| Reporte                               |                                       |                                       |                              |  |
| Parciales: 16-24, 14-19, 19-22, 20-17 | Parciales: 16-24, 14-19, 19-22, 20-17 | Parciales: 16-24, 14-19, 19-22, 20-17 | African Union Arena, Trípoli |  |
| R. Sato 30                            | Pts                                   | 19 M. Faye                            | African Union Arena, Trípoli |  |
| M. Mombollet 7                        | Rebs                                  | 16 N. Diop                            | African Union Arena, Trípoli |  |
| M. Kougere 2                          | Asists                                | 7 B. Cisse                            | African Union Arena, Trípoli |  |

| 6 de agosto, 16:30                   | Congo                                | 56 - 70                              | Camerún                      |  |
| Reporte                              |                                      |                                      |                              |  |
| Parciales: 6–25, 15-13, 19-16, 16-16 | Parciales: 6–25, 15-13, 19-16, 16-16 | Parciales: 6–25, 15-13, 19-16, 16-16 | African Union Arena, Trípoli |  |
| J. Koumba 19                         | Pts                                  | 14 H. Nana                           | African Union Arena, Trípoli |  |
| J. Koumba 10                         | Rebs                                 | 10 A. Aboya                          | African Union Arena, Trípoli |  |
| T. Okobo Itoua 3                     | Asists                               | 5 P. Bouli                           | African Union Arena, Trípoli |  |

| 7 de agosto, 14:00                    | Congo                                 | 61 - 113                              | República Centroafricana     |  |
| Reporte                               |                                       |                                       |                              |  |
| Parciales: 17-26, 14-32, 13-35, 17-20 | Parciales: 17-26, 14-32, 13-35, 17-20 | Parciales: 17-26, 14-32, 13-35, 17-20 | African Union Arena, Trípoli |  |
| J. Koumba 19                          | Pts                                   | 21 R. Sato                            | African Union Arena, Trípoli |  |
| R. Kondzy 10                          | Rebs                                  | 9 M. Mombollet                        | African Union Arena, Trípoli |  |
| H. Assoua-Wande 5                     | Asists                                | 5 Y. Zachée                           | African Union Arena, Trípoli |  |

| 7 de agosto, 19:00                    | Camerún                               | 65 - 67                               | Senegal                      |  |
| Reporte                               |                                       |                                       |                              |  |
| Parciales: 13-14, 20-25, 12-14, 20-14 | Parciales: 13-14, 20-25, 12-14, 20-14 | Parciales: 13-14, 20-25, 12-14, 20-14 | African Union Arena, Trípoli |  |
| B. Vounang 15                         | Pts                                   | 17 B. Ndong                           | African Union Arena, Trípoli |  |
| Y. Mekongo Mbala 6                    | Rebs                                  | 15 N. Diop                            | African Union Arena, Trípoli |  |
| J. Ekanga Ehawa 4                     | Asists                                | 5 B. Cisse                            | African Union Arena, Trípoli |  |

### Grupo D
|   | Equipo     | Pts | PG | PP | PF  | PC  | Dif |
| - | ---------- | --- | -- | -- | --- | --- | --- |
| 1 | Túnez      | 5   | 2  | 1  | 224 | 207 | 17  |
| 2 | Marruecos  | 5   | 2  | 1  | 250 | 265 | −15 |
| 3 | Ruanda     | 4   | 1  | 2  | 218 | 226 | −8  |
| 4 | Cabo Verde | 4   | 1  | 2  | 221 | 215 | 6   |

| 5 de agosto, 11:00                    | Cabo Verde                            | 71 - 52                               | Túnez                        |  |
| Reporte                               |                                       |                                       |                              |  |
| Parciales: 15-12, 11-16, 17-12, 28-12 | Parciales: 15-12, 11-16, 17-12, 28-12 | Parciales: 15-12, 11-16, 17-12, 28-12 | African Union Arena, Trípoli |  |
| J. Xavier 20                          | Pts                                   | 13 N. Dhifallah                       | African Union Arena, Trípoli |  |
| M. Houtman 9                          | Rebs                                  | 10 A. Rzig                            | African Union Arena, Trípoli |  |
| Cinco jugadores 2                     | Asists                                | 4 A. Rzig                             | African Union Arena, Trípoli |  |

| 5 de agosto, 21:30                    | Marruecos                             | 88 - 72                               | Ruanda                       |  |
| Reporte                               |                                       |                                       |                              |  |
| Parciales: 15-19, 14-23, 23-20, 33-22 | Parciales: 15-19, 14-23, 23-20, 33-22 | Parciales: 15-19, 14-23, 23-20, 33-22 | African Union Arena, Trípoli |  |
| Z. El Masbahi 37                      | Pts                                   | 31 K. Gasana                          | African Union Arena, Trípoli |  |
| A. Najah 14                           | Rebs                                  | 11 R. Thomson                         | African Union Arena, Trípoli |  |
| M. Hachad 7                           | Asists                                | 5 K. Gasana                           | African Union Arena, Trípoli |  |

| 6 de agosto, 19:00                    | Ruanda                                | 77 - 67                               | Cabo Verde                   |  |
| Reporte                               |                                       |                                       |                              |  |
| Parciales: 20-25, 12-17, 24-11, 21-14 | Parciales: 20-25, 12-17, 24-11, 21-14 | Parciales: 20-25, 12-17, 24-11, 21-14 | African Union Arena, Trípoli |  |
| M. Miller 18                          | Pts                                   | 19 J. Xavier                          | African Union Arena, Trípoli |  |
| R. Thomson 11                         | Rebs                                  | 15 R. Mascarenhas                     | African Union Arena, Trípoli |  |
| A. Rutayisire 7                       | Asists                                | 3 R. Mascarenhas                      | African Union Arena, Trípoli |  |

| 6 de agosto, 21:30                    | Túnez                                 | 98 - 79                               | Marruecos                    |  |
| Reporte                               |                                       |                                       |                              |  |
| Parciales: 26-21, 26-19, 18-23, 28-16 | Parciales: 26-21, 26-19, 18-23, 28-16 | Parciales: 26-21, 26-19, 18-23, 28-16 | African Union Arena, Trípoli |  |
| A. Rzig 20                            | Pts                                   | 20 M. Hachad                          | African Union Arena, Trípoli |  |
| H. Braa 8                             | Rebs                                  | 6 M. Hachad                           | African Union Arena, Trípoli |  |
| M. Kechrid 5                          | Asists                                | 4 M. Hachad                           | African Union Arena, Trípoli |  |

| 7 de agosto, 16:30                    | Cabo Verde                            | 83 - 86                               | Marruecos                    |  |
| Reporte                               |                                       |                                       |                              |  |
| Parciales: 19-19, 24-16, 22-25, 18-26 | Parciales: 19-19, 24-16, 22-25, 18-26 | Parciales: 19-19, 24-16, 22-25, 18-26 | African Union Arena, Trípoli |  |
| J. Xavier 32                          | Pts                                   | 20 Y. Idrissi                         | African Union Arena, Trípoli |  |
| P. Cipriano 13                        | Rebs                                  | 9 A. Najah                            | African Union Arena, Trípoli |  |
| J. Xavier 3                           | Asists                                | 4 M. Hachad                           | African Union Arena, Trípoli |  |

| 7 de agosto, 21:30                  | Ruanda                              | 57 - 74                             | Túnez                        |  |
| Reporte                             |                                     |                                     |                              |  |
| Parciales: 15-19, 9-21, 12-26, 21-8 | Parciales: 15-19, 9-21, 12-26, 21-8 | Parciales: 15-19, 9-21, 12-26, 21-8 | African Union Arena, Trípoli |  |
| M. Miller 15                        | Pts                                 | 18 A. Rzig                          | African Union Arena, Trípoli |  |
| R. Thomson 18                       | Rebs                                | 8 A. Rzig                           | African Union Arena, Trípoli |  |
| Tres jugadores 2                    | Asists                              | 4 A. Rzig                           | African Union Arena, Trípoli |  |

## Partidos por el decimotercer puesto
|  | Ronda previa         | Ronda previa         |            |            | 13º puesto            | 13º puesto            |  |
|  | Trípoli, 9 de agosto | Trípoli, 9 de agosto |            |            | Trípoli, 10 de agosto | Trípoli, 10 de agosto |  |
|  |                      |                      |            |            |                       |                       |  |
|  |                      |                      |            |            |                       |                       |  |
|  | Sudáfrica            | 67                   |            |            |                       |                       |  |
|  | Sudáfrica            | 67                   |            |            |                       |                       |  |
|  | Mozambique           | 69                   |            |            |                       |                       |  |
|  | Mozambique           | 69                   |            | Mozambique | 61                    |                       |  |
|  |                      |                      |            | Mozambique | 61                    |                       |  |
|  |                      |                      | Cabo Verde | 94         |                       |                       |  |
|  | Congo                | 63                   | Cabo Verde | 94         |                       |                       |  |
|  | Congo                | 63                   |            |            |                       |                       |  |
|  | Cabo Verde           | 100                  |            |            | 15º puesto            | 15º puesto            |  |
|  | Cabo Verde           | 100                  |            |            | 15º puesto            | 15º puesto            |  |
|  |                      |                      |            |            |                       |                       |  |
|  |                      |                      |            |            | Sudáfrica             | 81                    |  |
|  |                      |                      |            |            | Sudáfrica             | 81                    |  |
|  |                      |                      |            |            | Congo                 | 65                    |  |
|  |                      |                      |            |            | Congo                 | 65                    |  |
|  |                      |                      |            |            |                       |                       |  |

| 9 de agosto, 11:30                   | Sudáfrica                            | 67 - 69                              | Mozambique                   |  |
| Reporte                              |                                      |                                      |                              |  |
| Parciales: 5-17, 19-17, 23-18, 20-17 | Parciales: 5-17, 19-17, 23-18, 20-17 | Parciales: 5-17, 19-17, 23-18, 20-17 | African Union Arena, Trípoli |  |
| N. Mothiba 20                        | Pts                                  | 17 O. Magoliço                       | African Union Arena, Trípoli |  |
| C. Gabriel 17                        | Rebs                                 | 9 O. Magoliço                        | African Union Arena, Trípoli |  |
| K. Letsebe 2                         | Asists                               | 3 G. Novela                          | African Union Arena, Trípoli |  |

| 9 de agosto, 14:00                    | Congo                                 | 63 - 100                              | Cabo Verde                   |  |
| Reporte                               |                                       |                                       |                              |  |
| Parciales: 15-19, 12-14, 10-33, 26-34 | Parciales: 15-19, 12-14, 10-33, 26-34 | Parciales: 15-19, 12-14, 10-33, 26-34 | African Union Arena, Trípoli |  |
| J. Koumba 18                          | Pts                                   | 38 J. Xavier                          | African Union Arena, Trípoli |  |
| R. Kondzy 8                           | Rebs                                  | 9 R. Mascarenhas                      | African Union Arena, Trípoli |  |
| B. Dibessa 4                          | Asists                                | 5 J. Xavier                           | African Union Arena, Trípoli |  |

| 10 de agosto, 11:30                  | Sudáfrica                            | 81 - 65                              | Congo                        |  |
| Reporte                              |                                      |                                      |                              |  |
| Parciales: 19-16, 26-5, 18-24, 18-20 | Parciales: 19-16, 26-5, 18-24, 18-20 | Parciales: 19-16, 26-5, 18-24, 18-20 | African Union Arena, Trípoli |  |
| K. Letsebe 17                        | Pts                                  | 19 B. Dibessa                        | African Union Arena, Trípoli |  |
| N. Mothiba 9                         | Rebs                                 | 8 C. Djio                            | African Union Arena, Trípoli |  |
| K. Letsebe 5                         | Asists                               | 4 B. Dibessa                         | African Union Arena, Trípoli |  |

| 10 de agosto, 14:00                  | Mozambique                           | 61 - 94                              | Cabo Verde                   |  |
| Reporte                              |                                      |                                      |                              |  |
| Parciales: 17-21, 18-20, 7-35, 19-18 | Parciales: 17-21, 18-20, 7-35, 19-18 | Parciales: 17-21, 18-20, 7-35, 19-18 | African Union Arena, Trípoli |  |
| C. Muchate 16                        | Pts                                  | 27 J. Xavier                         | African Union Arena, Trípoli |  |
| C. Muchate 9                         | Rebs                                 | 11 M. Neves                          | African Union Arena, Trípoli |  |
| L. Barros 2                          | Asists                               | 5 J. Xavier                          | African Union Arena, Trípoli |  |

## Octavos de final
Para esta ronda se agrupó a las doce selecciones clasificadas en dos grupos de seis. Clasificaron los cuatro primeros lugares de cada grupo. La clasificación tomó en cuenta los enfrentamientos de la ronda eliminatoria.

### Grupo E
|   | Equipo          | Pts | PG | PP | PF  | PC  | Dif |
| - | --------------- | --- | -- | -- | --- | --- | --- |
| 1 | Angola          | 12  | 6  | 0  | 523 | 397 | 126 |
| 2 | Nigeria         | 11  | 5  | 1  | 533 | 454 | 79  |
| 3 | Malí            | 10  | 4  | 2  | 444 | 385 | 59  |
| 4 | Costa de Marfil | 9   | 3  | 3  | 450 | 437 | 13  |
| 5 | Libia           | 8   | 2  | 4  | 439 | 501 | −62 |
| 6 | Egipto          | 7   | 1  | 5  | 402 | 450 | −48 |

| 9 de agosto, 16:30                    | Malí                                  | 71 - 58                               | Costa de Marfil                                                   |  |
| Reporte                               |                                       |                                       |                                                                   |  |
| Parciales: 17-14, 14-10, 20-14, 20-20 | Parciales: 17-14, 14-10, 20-14, 20-20 | Parciales: 17-14, 14-10, 20-14, 20-20 | Suliman Ad-Dharrath Arena, Bengasi Asistencia: 2.500 espectadores |  |
| W. Coulibaly 16                       | Pts                                   | 13 D. Tape                            | Suliman Ad-Dharrath Arena, Bengasi Asistencia: 2.500 espectadores |  |
| A. Sy 14                              | Rebs                                  | 6 M. Kone                             | Suliman Ad-Dharrath Arena, Bengasi Asistencia: 2.500 espectadores |  |
| A. Sy 7                               | Asists                                | 6 P. Amagou                           | Suliman Ad-Dharrath Arena, Bengasi Asistencia: 2.500 espectadores |  |

| 9 de agosto, 19:00                   | Angola                               | 91 - 58                              | Libia                                                             |  |
| Reporte                              |                                      |                                      |                                                                   |  |
| Parciales: 24-15, 15-15, 27-7, 25-21 | Parciales: 24-15, 15-15, 27-7, 25-21 | Parciales: 24-15, 15-15, 27-7, 25-21 | Suliman Ad-Dharrath Arena, Bengasi Asistencia: 3.200 espectadores |  |
| C. Morais 20                         | Pts                                  | 15 W. Dawo                           | Suliman Ad-Dharrath Arena, Bengasi Asistencia: 3.200 espectadores |  |
| J. Gomes 7                           | Rebs                                 | 8 H. Salem                           | Suliman Ad-Dharrath Arena, Bengasi Asistencia: 3.200 espectadores |  |
| A. Costa 6                           | Asists                               | 2 Tres jugadores                     | Suliman Ad-Dharrath Arena, Bengasi Asistencia: 3.200 espectadores |  |

| 9 de agosto, 21:30                    | Egipto                                | 77 - 87                               | Nigeria                            |  |
| Reporte                               |                                       |                                       |                                    |  |
| Parciales: 17-19, 22-25, 15-20, 23-23 | Parciales: 17-19, 22-25, 15-20, 23-23 | Parciales: 17-19, 22-25, 15-20, 23-23 | Suliman Ad-Dharrath Arena, Bengasi |  |
| R. Gunady 16                          | Pts                                   | 14 G. Muoneke                         | Suliman Ad-Dharrath Arena, Bengasi |  |
| Mohamed 7                             | Rebs                                  | 8 A. Akingbala                        | Suliman Ad-Dharrath Arena, Bengasi |  |
| W. Badr 5                             | Asists                                | 3 G. Muoneke                          | Suliman Ad-Dharrath Arena, Bengasi |  |

| 10 de agosto, 16:30                   | Costa de Marfil                       | 61 – 88                               | Angola                                                            |  |
| Reporte                               |                                       |                                       |                                                                   |  |
| Parciales: 18-24, 18-17, 13-29, 12-18 | Parciales: 18-24, 18-17, 13-29, 12-18 | Parciales: 18-24, 18-17, 13-29, 12-18 | Suliman Ad-Dharrath Arena, Bengasi Asistencia: 2.000 espectadores |  |
| Tape 9                                | Pts                                   | 18 C. Morais                          | Suliman Ad-Dharrath Arena, Bengasi Asistencia: 2.000 espectadores |  |
| J. Kale 5                             | Rebs                                  | 7 Gomes                               | Suliman Ad-Dharrath Arena, Bengasi Asistencia: 2.000 espectadores |  |
| M. Diabate 2                          | Asists                                | 4 C. Almeida                          | Suliman Ad-Dharrath Arena, Bengasi Asistencia: 2.000 espectadores |  |

| 10 de agosto, 19:00                   | Libia                                 | 75 – 73                               | Egipto                                                            |  |
| Reporte                               |                                       |                                       |                                                                   |  |
| Parciales: 13-12, 27-16, 14-24, 21-21 | Parciales: 13-12, 27-16, 14-24, 21-21 | Parciales: 13-12, 27-16, 14-24, 21-21 | Suliman Ad-Dharrath Arena, Bengasi Asistencia: 3.200 espectadores |  |
| A. Belgasem 23                        | Pts                                   | 18 A. Sherif                          | Suliman Ad-Dharrath Arena, Bengasi Asistencia: 3.200 espectadores |  |
| H. Salem 9                            | Rebs                                  | 7 W. Badr                             | Suliman Ad-Dharrath Arena, Bengasi Asistencia: 3.200 espectadores |  |
| R. Elhamali 3                         | Asists                                | 3 W. Badr                             | Suliman Ad-Dharrath Arena, Bengasi Asistencia: 3.200 espectadores |  |

| 10 de agosto, 21:30                   | Nigeria                               | 74 – 70                               | Malí                               |  |
| Reporte                               |                                       |                                       |                                    |  |
| Parciales: 20-16, 12-20, 19-20, 23-14 | Parciales: 20-16, 12-20, 19-20, 23-14 | Parciales: 20-16, 12-20, 19-20, 23-14 | Suliman Ad-Dharrath Arena, Bengasi |  |
| C. Oguchi 13                          | Pts                                   | 18 A. Sy                              | Suliman Ad-Dharrath Arena, Bengasi |  |
| E. Ugboaja 9                          | Rebs                                  | 8 A. Sy                               | Suliman Ad-Dharrath Arena, Bengasi |  |
| J. Akognon 2                          | Asists                                | 4 A. Sy                               | Suliman Ad-Dharrath Arena, Bengasi |  |

| 11 de agosto, 16:30                   | Egipto                                | 64 – 80                               | Costa de Marfil                                                   |  |
| Reporte                               |                                       |                                       |                                                                   |  |
| Parciales: 16-19, 16-17, 22-21, 10-23 | Parciales: 16-19, 16-17, 22-21, 10-23 | Parciales: 16-19, 16-17, 22-21, 10-23 | Suliman Ad-Dharrath Arena, Bengasi Asistencia: 2.000 espectadores |  |
| A. Fanan 18                           | Pts                                   | 15 C. Abouo                           | Suliman Ad-Dharrath Arena, Bengasi Asistencia: 2.000 espectadores |  |
| M. Mohamed 8                          | Rebs                                  | 13 M. Kone                            | Suliman Ad-Dharrath Arena, Bengasi Asistencia: 2.000 espectadores |  |
| T. Moustafa 3                         | Asists                                | 4 I. N'Diaye                          | Suliman Ad-Dharrath Arena, Bengasi Asistencia: 2.000 espectadores |  |

| 11 de agosto, 19:00                  | Malí                                 | 95 – 73                              | Libia                                                             |  |
| Reporte                              |                                      |                                      |                                                                   |  |
| Parciales: 13-17, 21-23, 36-8, 25-25 | Parciales: 13-17, 21-23, 36-8, 25-25 | Parciales: 13-17, 21-23, 36-8, 25-25 | Suliman Ad-Dharrath Arena, Bengasi Asistencia: 3.200 espectadores |  |
| W. Coulibaly 25                      | Pts                                  | 18 A. Belgasem                       | Suliman Ad-Dharrath Arena, Bengasi Asistencia: 3.200 espectadores |  |
| K. Ouattara 11                       | Rebs                                 | 11 H. Salem                          | Suliman Ad-Dharrath Arena, Bengasi Asistencia: 3.200 espectadores |  |
| L. Chelle 5                          | Asists                               | 4 A. Belgasem                        | Suliman Ad-Dharrath Arena, Bengasi Asistencia: 3.200 espectadores |  |

| 11 de agosto, 21:30                   | Angola                                | 93 – 85                               | Nigeria                                                          |  |
| Reporte                               |                                       |                                       |                                                                  |  |
| Parciales: 24-18, 24-24, 20-23, 25-20 | Parciales: 24-18, 24-24, 20-23, 25-20 | Parciales: 24-18, 24-24, 20-23, 25-20 | Suliman Ad-Dharrath Arena, Bengasi Asistencia: 1000 espectadores |  |
| E. Mingas 23                          | Pts                                   | 33 G. Muoneke                         | Suliman Ad-Dharrath Arena, Bengasi Asistencia: 1000 espectadores |  |
| J. Gomes 8                            | Rebs                                  | 7 G. Muoneke                          | Suliman Ad-Dharrath Arena, Bengasi Asistencia: 1000 espectadores |  |
| A. Costa 8                            | Asists                                | 3 E. Ere                              | Suliman Ad-Dharrath Arena, Bengasi Asistencia: 1000 espectadores |  |

### Grupo F
|   | Equipo                   | Pts | PG | PP | PF  | PC  | Dif |
| - | ------------------------ | --- | -- | -- | --- | --- | --- |
| 1 | Senegal                  | 10  | 4  | 2  | 449 | 414 | 35  |
| 2 | Túnez                    | 10  | 4  | 2  | 433 | 421 | 12  |
| 3 | Camerún                  | 9   | 3  | 3  | 429 | 396 | 33  |
| 4 | República Centroafricana | 9   | 3  | 3  | 492 | 435 | 57  |
| 3 | Marruecos                | 9   | 3  | 3  | 452 | 499 | −47 |
| 4 | Ruanda                   | 9   | 3  | 3  | 436 | 439 | −3  |

| 9 de agosto, 16:30                   | Marruecos                            | 54 – 80                              | Camerún                      |  |
| Reporte                              |                                      |                                      |                              |  |
| Parciales: 8-23, 12-28, 17-16, 17-13 | Parciales: 8-23, 12-28, 17-16, 17-13 | Parciales: 8-23, 12-28, 17-16, 17-13 | African Union Arena, Trípoli |  |
| Rhalimi 10                           | Pts                                  | 13 J. Ehawa                          | African Union Arena, Trípoli |  |
| R. Rhalimi 6                         | Rebs                                 | 12 A. Aboya                          | African Union Arena, Trípoli |  |
| M. Hachad 7                          | Asists                               | 4 P. Bitee                           | African Union Arena, Trípoli |  |

| 9 de agosto, 19:00                   | Ruanda                               | 72 – 59                              | Senegal                      |  |
| Reporte                              |                                      |                                      |                              |  |
| Parciales: 16-16, 18-7, 18-21, 20-15 | Parciales: 16-16, 18-7, 18-21, 20-15 | Parciales: 16-16, 18-7, 18-21, 20-15 | African Union Arena, Trípoli |  |
| K. Gasana 18                         | Pts                                  | 21 B. Ndong                          | African Union Arena, Trípoli |  |
| R. Thomson 8                         | Rebs                                 | 10 B. Ndong                          | African Union Arena, Trípoli |  |
| M. Miller 5                          | Asists                               | 3 B. Ndong                           | African Union Arena, Trípoli |  |

| 9 de agosto, 21:30                    | Túnez                                 | 76 – 75                               | República Centroafricana     |  |
| Reporte                               |                                       |                                       |                              |  |
| Parciales: 20-24, 19-12, 18-22, 19-17 | Parciales: 20-24, 19-12, 18-22, 19-17 | Parciales: 20-24, 19-12, 18-22, 19-17 | African Union Arena, Trípoli |  |
| A. Rzig 18                            | Pts                                   | 18 R. Sato                            | African Union Arena, Trípoli |  |
| M. Hdidane 5                          | Rebs                                  | 9 R. Sato                             | African Union Arena, Trípoli |  |
| M. Hdidane 3                          | Asists                                | 2 D. Damachoua                        | African Union Arena, Trípoli |  |

| 10 de agosto, 16:30                   | República Centroafricana              | 85 – 64                               | Ruanda                       |  |
| Reporte                               |                                       |                                       |                              |  |
| Parciales: 22-15, 16-16, 32-13, 15-20 | Parciales: 22-15, 16-16, 32-13, 15-20 | Parciales: 22-15, 16-16, 32-13, 15-20 | African Union Arena, Trípoli |  |
| R. Sato 30                            | Pts                                   | 14 C. Mugabo                          | African Union Arena, Trípoli |  |
| R. Sato 10                            | Rebs                                  | 8 R. Thomson                          | African Union Arena, Trípoli |  |
| Y. Zachee 4                           | Asists                                | 2 Dos jugadores                       | African Union Arena, Trípoli |  |

| 10 de agosto, 19:00                  | Senegal                              | 73 – 75                              | Marruecos                                                   |  |
| Reporte                              |                                      |                                      |                                                             |  |
| Parciales: 14-18, 20-14, 8-20, 31-23 | Parciales: 14-18, 20-14, 8-20, 31-23 | Parciales: 14-18, 20-14, 8-20, 31-23 | African Union Arena, Trípoli Asistencia: 1.500 espectadores |  |
| M. Faye 18                           | Pts                                  | 18 M. Hachad                         | African Union Arena, Trípoli Asistencia: 1.500 espectadores |  |
| B. Ndong 12                          | Rebs                                 | 13 M. Hachad                         | African Union Arena, Trípoli Asistencia: 1.500 espectadores |  |
| E. Pene 7                            | Asists                               | 4 M. Hachad                          | African Union Arena, Trípoli Asistencia: 1.500 espectadores |  |

| 10 de agosto, 21:30                  | Camerún                              | 66 – 68                              | Túnez                        |  |
| Reporte                              |                                      |                                      |                              |  |
| Parciales: 21-21, 11-18, 15-8, 19-21 | Parciales: 21-21, 11-18, 15-8, 19-21 | Parciales: 21-21, 11-18, 15-8, 19-21 | African Union Arena, Trípoli |  |
| G. Essengue 14                       | Pts                                  | 17 A. Rzig                           | African Union Arena, Trípoli |  |
| P. Bouli 6                           | Rebs                                 | 6 A. Rzig                            | African Union Arena, Trípoli |  |
| Tres jugadores 2                     | Asists                               | 3 M. Lahmar                          | African Union Arena, Trípoli |  |

| 11 de agosto, 16:30                   | Marruecos                             | 73 – 81                               | República Centroafricana     |  |
| Reporte                               |                                       |                                       |                              |  |
| Parciales: 16-26, 21-20, 15-18, 21-17 | Parciales: 16-26, 21-20, 15-18, 21-17 | Parciales: 16-26, 21-20, 15-18, 21-17 | African Union Arena, Trípoli |  |
| Y. Idrissi 15                         | Pts                                   | 25 R. Sato                            | African Union Arena, Trípoli |  |
| M. Hachad 6                           | Rebs                                  | 17 R. Sato                            | African Union Arena, Trípoli |  |
| M. Hachad 6                           | Asists                                | 3 M. Kougere                          | African Union Arena, Trípoli |  |

| 11 de agosto, 19:00                 | Ruanda                              | 82 – 69                             | Camerún                      |  |
| Reporte                             |                                     |                                     |                              |  |
| Parciales: 9-18, 20-14, 18-9, 35-28 | Parciales: 9-18, 20-14, 18-9, 35-28 | Parciales: 9-18, 20-14, 18-9, 35-28 | African Union Arena, Trípoli |  |
| K. Gasana 24                        | Pts                                 | 12 H. Nana                          | African Union Arena, Trípoli |  |
| R. Thomson 9                        | Rebs                                | 8 G. Essengue                       | African Union Arena, Trípoli |  |
| K. Gasana 6                         | Asists                              | 5 J. Ehawa                          | African Union Arena, Trípoli |  |

| 11 de agosto, 21:30                   | Túnez                                 | 65 – 73                               | Senegal                      |  |
| Reporte                               |                                       |                                       |                              |  |
| Parciales: 19-17, 15-15, 16-22, 15-19 | Parciales: 19-17, 15-15, 16-22, 15-19 | Parciales: 19-17, 15-15, 16-22, 15-19 | African Union Arena, Trípoli |  |
| M. Hdidane 14                         | Pts                                   | 18 B. Ndong                           | African Union Arena, Trípoli |  |
| H. Braa 7                             | Rebs                                  | 9 B. Ndong                            | African Union Arena, Trípoli |  |
| M. Hdidane 3                          | Asists                                | 8 B. Cisse                            | African Union Arena, Trípoli |  |

## Partidos por el noveno puesto
|  | Ronda previa | Ronda previa |        |        | 9º puesto  | 9º puesto  |  |
|  |              |              |        |        |            |            |  |
|  |              |              |        |        |            |            |  |
|  | Marruecos    | 62           |        |        |            |            |  |
|  | Marruecos    | 62           |        |        |            |            |  |
|  | Egipto       | 88           |        |        |            |            |  |
|  | Egipto       | 88           |        | Egipto | 75         |            |  |
|  |              |              |        | Egipto | 75         |            |  |
|  |              |              | Ruanda | 78     |            |            |  |
|  | Libia        | 77           | Ruanda | 78     |            |            |  |
|  | Libia        | 77           |        |        |            |            |  |
|  | Ruanda       | 80           |        |        | 11º puesto | 11º puesto |  |
|  | Ruanda       | 80           |        |        | 11º puesto | 11º puesto |  |
|  |              |              |        |        |            |            |  |
|  |              |              |        |        | Marruecos  | 76         |  |
|  |              |              |        |        | Marruecos  | 76         |  |
|  |              |              |        |        | Libia      | 80         |  |
|  |              |              |        |        | Libia      | 80         |  |
|  |              |              |        |        |            |            |  |

| 13 de agosto, 16:30                  | Egipto                               | 88 – 62                              | Marruecos                          |  |
| Reporte                              |                                      |                                      |                                    |  |
| Parciales: 21-17, 24-8, 16-18, 27-19 | Parciales: 21-17, 24-8, 16-18, 27-19 | Parciales: 21-17, 24-8, 16-18, 27-19 | Suliman Ad-Dharrath Arena, Bengasi |  |
| A. Fanan 23                          | Pts                                  | 14 S. Rafai                          | Suliman Ad-Dharrath Arena, Bengasi |  |
| M. Khorshid 10                       | Rebs                                 | 5 M. Houari                          | Suliman Ad-Dharrath Arena, Bengasi |  |
| T. Moustafa 5                        | Asists                               | 2 A. Najah                           | Suliman Ad-Dharrath Arena, Bengasi |  |

| 13 de agosto, 19:00                   | Libia                                 | 77 – 80                               | Ruanda                             |  |
| Reporte                               |                                       |                                       |                                    |  |
| Parciales: 25-18, 18-22, 19-23, 15-17 | Parciales: 25-18, 18-22, 19-23, 15-17 | Parciales: 25-18, 18-22, 19-23, 15-17 | Suliman Ad-Dharrath Arena, Bengasi |  |
| M. Mrsal 24                           | Pts                                   | 24 K. Gasana                          | Suliman Ad-Dharrath Arena, Bengasi |  |
| H. Salem 11                           | Rebs                                  | 12 R. Thomson                         | Suliman Ad-Dharrath Arena, Bengasi |  |
| M. Youssef 7                          | Asists                                | 2 R. Thomson                          | Suliman Ad-Dharrath Arena, Bengasi |  |

| 14 de agosto, 16:30                   | Ruanda                                | 78 – 75                               | Egipto                             |  |
| Reporte                               |                                       |                                       |                                    |  |
| Parciales: 27-22, 12-19, 23-22, 16-12 | Parciales: 27-22, 12-19, 23-22, 16-12 | Parciales: 27-22, 12-19, 23-22, 16-12 | Suliman Ad-Dharrath Arena, Bengasi |  |
| R. Thomson 19                         | Pts                                   | 17 W. Badr                            | Suliman Ad-Dharrath Arena, Bengasi |  |
| R. Thomson 14                         | Rebs                                  | 10 M. Khorshid                        | Suliman Ad-Dharrath Arena, Bengasi |  |
| K. Gasana 6                           | Asists                                | 4 W. Badr                             | Suliman Ad-Dharrath Arena, Bengasi |  |

| 14 de agosto, 19:00                   | Libia                                 | 80 – 76                               | Marruecos                          |  |
| Reporte                               |                                       |                                       |                                    |  |
| Parciales: 23-18, 19-20, 23-15, 15-23 | Parciales: 23-18, 19-20, 23-15, 15-23 | Parciales: 23-18, 19-20, 23-15, 15-23 | Suliman Ad-Dharrath Arena, Bengasi |  |
| H. Salem 25                           | Pts                                   | 18 Y. Idrissi                         | Suliman Ad-Dharrath Arena, Bengasi |  |
| H. Salem 14                           | Rebs                                  | 8 A. Najah                            | Suliman Ad-Dharrath Arena, Bengasi |  |
| Ben Elhaj 6                           | Asists                                | 6 Z. El Masbahi                       | Suliman Ad-Dharrath Arena, Bengasi |  |

## Ronda final
|  | Cuartos de final         | Cuartos de final |                 |         | Semifinales  | Semifinales  |       |              | Final        | Final        |  |
|  | 13 de agosto             | 13 de agosto     |                 |         | 14 de agosto | 14 de agosto |       |              | 15 de agosto | 15 de agosto |  |
|  |                          |                  |                 |         |              |              |       |              |              |              |  |
|  |                          |                  |                 |         |              |              |       |              |              |              |  |
|  | Angola                   | 84               |                 |         |              |              |       |              |              |              |  |
|  | Angola                   | 84               |                 |         |              |              |       |              |              |              |  |
|  | República Centroafricana | 73               |                 |         |              |              |       |              |              |              |  |
|  | República Centroafricana | 73               |                 | Angola  | 79           |              |       |              |              |              |  |
|  |                          |                  |                 | Angola  | 79           |              |       |              |              |              |  |
|  |                          |                  | Túnez           | 69      |              |              |       |              |              |              |  |
|  | Malí                     | 73               | Túnez           | 69      |              |              |       |              |              |              |  |
|  | Malí                     | 73               |                 |         |              |              |       |              |              |              |  |
|  | Túnez                    | 74               |                 |         |              |              |       |              |              |              |  |
|  | Túnez                    | 74               |                 |         |              |              |       | Angola       | 82           |              |  |
|  |                          |                  |                 |         |              |              |       | Angola       | 82           |              |  |
|  |                          |                  | Costa de Marfil | 72      |              |              |       |              |              |              |  |
|  | Nigeria                  | 80               | Costa de Marfil | 72      |              |              |       |              |              |              |  |
|  | Nigeria                  | 80               |                 |         |              |              |       |              |              |              |  |
|  | Camerún                  | 84               |                 |         |              |              |       |              |              |              |  |
|  | Camerún                  | 84               |                 | Camerún | 61           |              |       | Tercer lugar | Tercer lugar |              |  |
|  |                          |                  |                 | Camerún | 61           |              |       | Tercer lugar | Tercer lugar |              |  |
|  |                          |                  | Costa de Marfil | 68      |              |              |       |              |              |              |  |
|  | Costa de Marfil          | 84               | Costa de Marfil | 68      |              |              | Túnez | 83           |              |              |  |
|  | Costa de Marfil          | 84               |                 |         |              |              | Túnez | 83           |              |              |  |
|  | Senegal                  | 78               |                 |         |              |              |       |              | Camerún      | 68           |  |
|  | Senegal                  | 78               |                 |         |              |              |       |              | Camerún      | 68           |  |
|  |                          |                  |                 |         |              |              |       |              |              |              |  |

### Cuartos de final
| 13 de agosto, 14:00                   | Angola                                | 84 – 63                               | República Centroafricana     |  |
| Reporte                               |                                       |                                       |                              |  |
| Parciales: 30-21, 12-12, 24-16, 18-14 | Parciales: 30-21, 12-12, 24-16, 18-14 | Parciales: 30-21, 12-12, 24-16, 18-14 | African Union Arena, Trípoli |  |
| J. Gomes 29                           | Pts                                   | 14 R. Sato                            | African Union Arena, Trípoli |  |
| J. Gomes 9                            | Rebs                                  | 8 R. Sato                             | African Union Arena, Trípoli |  |
| A. Costa 8                            | Asists                                | 2 R. Koundjia                         | African Union Arena, Trípoli |  |

| 13 de agosto, 16:30                   | Malí                                  | 73 – 74                               | Túnez                        |  |
| Reporte                               |                                       |                                       |                              |  |
| Parciales: 15-15, 17-16, 17-20, 24-23 | Parciales: 15-15, 17-16, 17-20, 24-23 | Parciales: 15-15, 17-16, 17-20, 24-23 | African Union Arena, Trípoli |  |
| A. Sy 21                              | Pts                                   | 18 A. Rzig                            | African Union Arena, Trípoli |  |
| K. Ouattara 6                         | Rebs                                  | 9 S. Mejri                            | African Union Arena, Trípoli |  |
| A. Sy 4                               | Asists                                | 4 N. Knioua                           | African Union Arena, Trípoli |  |

| 13 de agosto, 19:00                   | Nigeria                               | 80 – 84                               | Camerún                      |  |
| Reporte                               |                                       |                                       |                              |  |
| Parciales: 23-26, 17-20, 16-20, 24-18 | Parciales: 23-26, 17-20, 16-20, 24-18 | Parciales: 23-26, 17-20, 16-20, 24-18 | African Union Arena, Trípoli |  |
| M. Efevberha 24                       | Pts                                   | 17 G. Essengue                        | African Union Arena, Trípoli |  |
| A. Akingbala 8                        | Rebs                                  | 8 H. Nana                             | African Union Arena, Trípoli |  |
| G. Muoneke 3                          | Asists                                | 7 P. Bitee                            | African Union Arena, Trípoli |  |

| 13 de agosto, 21:00                   | Costa de Marfil                       | 84 – 78                               | Senegal                      |  |
| Reporte                               |                                       |                                       |                              |  |
| Parciales: 24-14, 24-22, 17-28, 19-14 | Parciales: 24-14, 24-22, 17-28, 19-14 | Parciales: 24-14, 24-22, 17-28, 19-14 | African Union Arena, Trípoli |  |
| P. Amagou 15                          | Pts                                   | 22 M. Faye                            | African Union Arena, Trípoli |  |
| M. Kone 10                            | Rebs                                  | 9 B. Ndong                            | African Union Arena, Trípoli |  |
| M. Diabate 6                          | Asists                                | 9 B. Cisse                            | African Union Arena, Trípoli |  |

### Partidos por el quinto puesto
|  | Ronda previa             | Ronda previa |         |                          | 5º puesto | 5º puesto |  |
|  |                          |              |         |                          |           |           |  |
|  |                          |              |         |                          |           |           |  |
|  | República Centroafricana | 80           |         |                          |           |           |  |
|  | República Centroafricana | 80           |         |                          |           |           |  |
|  | Malí                     | 74           |         |                          |           |           |  |
|  | Malí                     | 74           |         | República Centroafricana | 71        |           |  |
|  |                          |              |         | República Centroafricana | 71        |           |  |
|  |                          |              | Nigeria | 80                       |           |           |  |
|  | Nigeria                  | 76           | Nigeria | 80                       |           |           |  |
|  | Nigeria                  | 76           |         |                          |           |           |  |
|  | Senegal                  | 58           |         |                          | 7º puesto | 7º puesto |  |
|  | Senegal                  | 58           |         |                          | 7º puesto | 7º puesto |  |
|  |                          |              |         |                          |           |           |  |
|  |                          |              |         |                          | Malí      | 63        |  |
|  |                          |              |         |                          | Malí      | 63        |  |
|  |                          |              |         |                          | Senegal   | 74        |  |
|  |                          |              |         |                          | Senegal   | 74        |  |
|  |                          |              |         |                          |           |           |  |

| 14 de agosto, 14:00                  | República Centroafricana             | 80 – 74                              | Malí                         |  |
| Reporte                              |                                      |                                      |                              |  |
| Parciales: 20-18, 8-17, 13-18, 39-21 | Parciales: 20-18, 8-17, 13-18, 39-21 | Parciales: 20-18, 8-17, 13-18, 39-21 | African Union Arena, Trípoli |  |
| M. Kougere 30                        | Pts                                  | 17 A. Sy                             | African Union Arena, Trípoli |  |
| R. Koundjia 9                        | Rebs                                 | 6 A. Sy                              | African Union Arena, Trípoli |  |
| R. Koundjia 4                        | Asists                               | 3 A. Sy                              | African Union Arena, Trípoli |  |

| 14 de agosto, 19:00                  | Nigeria                              | 76 – 58                              | Senegal                      |  |
| Reporte                              |                                      |                                      |                              |  |
| Parciales: 16-19, 28-12, 15-9, 17-18 | Parciales: 16-19, 28-12, 15-9, 17-18 | Parciales: 16-19, 28-12, 15-9, 17-18 | African Union Arena, Trípoli |  |
| C. Oguchi 17                         | Pts                                  | 16 M. Faye                           | African Union Arena, Trípoli |  |
| E. Ugboaja 9                         | Rebs                                 | 10 P. Sow                            | African Union Arena, Trípoli |  |
| E. Ugboaja 4                         | Asists                               | 4 B. Cisse                           | African Union Arena, Trípoli |  |

| 15 de agosto, 12:30                   | Malí                                  | 63 - 74                               | Senegal                      |  |
| Reporte                               |                                       |                                       |                              |  |
| Parciales: 13-26, 17-12, 17-20, 16-16 | Parciales: 13-26, 17-12, 17-20, 16-16 | Parciales: 13-26, 17-12, 17-20, 16-16 | African Union Arena, Trípoli |  |
| A. Sy 22                              | Pts                                   | 16 M. Faye                            | African Union Arena, Trípoli |  |
| L. Chelle 8                           | Rebs                                  | 15 P. Sow                             | African Union Arena, Trípoli |  |
| A. Sy 4                               | Asists                                | 4 E. Pene                             | African Union Arena, Trípoli |  |

| 15 de agosto, 15:00                   | República Centroafricana              | 71 - 80                               | Nigeria                      |  |
| Reporte                               |                                       |                                       |                              |  |
| Parciales: 15-24, 18-23, 16-18, 22-15 | Parciales: 15-24, 18-23, 16-18, 22-15 | Parciales: 15-24, 18-23, 16-18, 22-15 | African Union Arena, Trípoli |  |
| L. Bomayako 21                        | Pts                                   | 18 M. Efevberha                       | African Union Arena, Trípoli |  |
| D. Damachoua 9                        | Rebs                                  | 8 A. Akingbala                        | African Union Arena, Trípoli |  |
| Y. Zachee 6                           | Asists                                | 4 J. Obazuaye                         | African Union Arena, Trípoli |  |

### Semifinal
| 14 de agosto, 19:00                   | Angola                                | 79 - 69                               | Túnez                        |  |
| Reporte                               |                                       |                                       |                              |  |
| Parciales: 16-13, 19-16, 21-17, 23-23 | Parciales: 16-13, 19-16, 21-17, 23-23 | Parciales: 16-13, 19-16, 21-17, 23-23 | African Union Arena, Trípoli |  |
| J. Gomes 18                           | Pts                                   | 19 A. Rzig                            | African Union Arena, Trípoli |  |
| E. Mingas 7                           | Rebs                                  | 7 S. Mejri                            | African Union Arena, Trípoli |  |
| A. Costa 6                            | Asists                                | 3 M. Hdidane                          | African Union Arena, Trípoli |  |

| 14 de agosto, 21:30                   | Camerún                               | 61 - 68                               | Costa de Marfil              |  |
| Reporte                               |                                       |                                       |                              |  |
| Parciales: 13-11, 10-20, 24-15, 14-22 | Parciales: 13-11, 10-20, 24-15, 14-22 | Parciales: 13-11, 10-20, 24-15, 14-22 | African Union Arena, Trípoli |  |
| C. Makanda 13                         | Pts                                   | 15 D. Tape                            | African Union Arena, Trípoli |  |
| G. Essengue 6                         | Rebs                                  | 10 M. Kone                            | African Union Arena, Trípoli |  |
| P. Bitee 4                            | Asists                                | 6 M. Diabate                          | African Union Arena, Trípoli |  |

### Tercer puesto
| 15 de agosto, 17:30                   | Túnez                                 | 83 - 68                               | Camerún                      |  |
| Reporte                               |                                       |                                       |                              |  |
| Parciales: 22-13, 18-18, 16-19, 27-18 | Parciales: 22-13, 18-18, 16-19, 27-18 | Parciales: 22-13, 18-18, 16-19, 27-18 | African Union Arena, Trípoli |  |
| A. Rzig 20                            | Pts                                   | 18 C. Makanda                         | African Union Arena, Trípoli |  |
| M. Ghyaza 5                           | Rebs                                  | 8 Y. Mekongo Mbala                    | African Union Arena, Trípoli |  |
| A. Rzig 5                             | Asists                                | 4 P. Bitee                            | African Union Arena, Trípoli |  |

### Final
| 15 de agosto, 20:00                   | Angola                                | 82 – 72                               | Costa de Marfil              |  |
| Reporte                               |                                       |                                       |                              |  |
| Parciales: 15-19, 19-16, 24-19, 24-18 | Parciales: 15-19, 19-16, 24-19, 24-18 | Parciales: 15-19, 19-16, 24-19, 24-18 | African Union Arena, Trípoli |  |
| C. Morais 21                          | Pts                                   | 18 P. Amagou                          | African Union Arena, Trípoli |  |
| J. Gomes 16                           | Rebs                                  | 8 M. Kone                             | African Union Arena, Trípoli |  |
| A. Costa 4                            | Asists                                | 4 P. Amagou                           | African Union Arena, Trípoli |  |

| Angola         |
| Campeón Angola |
| Décimo título  |

## Clasificación Final
| Rank | Team                     | Record |
| ---- | ------------------------ | ------ |
| 1    | Angola                   | 9 - 0  |
| 2    | Costa de Marfil          | 5 - 4  |
| 3    | Túnez                    | 6 - 3  |
| 4    | Camerún                  | 4 - 5  |
| 5    | Nigeria                  | 7 - 2  |
| 6    | República Centroafricana | 4 - 5  |
| 7    | Senegal                  | 5 - 4  |
| 8    | Malí                     | 4 - 5  |
| 9    | Ruanda                   | 5 - 3  |
| 10   | Egipto                   | 2 - 6  |
| 11   | Libia                    | 3 - 5  |
| 12   | Marruecos                | 3 - 5  |
| 13   | Cabo Verde               | 3 - 2  |
| 14   | Mozambique               | 1 - 4  |
| 15   | Sudáfrica                | 1 - 4  |
| 16   | Congo                    | 0 - 5  |

## Líderes
|   | Jugador        | J | Pts | Prom |
| - | -------------- | - | --- | ---- |
| 1 | Jeff Xavier    | 5 | 136 | 27,2 |
| 2 | Romain Sato    | 7 | 151 | 21,6 |
| 3 | Jean Koumba    | 4 | 78  | 19,5 |
| 4 | Boniface Ndong | 7 | 133 | 19,0 |
| 5 | Kenny Gasana   | 8 | 146 | 18,3 |

|   | Jugador          | J | Def | Ofe | Tot | Prom |
| - | ---------------- | - | --- | --- | --- | ---- |
| 1 | Robert Thomson   | 8 | 29  | 62  | 91  | 11,4 |
| 2 | Hesham Ali Salem | 8 | 20  | 66  | 86  | 10,8 |
| 3 | DeSagana Diop    | 9 | 23  | 59  | 82  | 9,1  |
| 4 | Boniface Ndong   | 7 | 22  | 42  | 64  | 9,1  |
| 5 | Romain Sato      | 7 | 23  | 37  | 60  | 8,6  |

|   | Jugador           | J | Asis | Prom |
| - | ----------------- | - | ---- | ---- |
| 1 | Babacar Cisse     | 7 | 46   | 6,6  |
| 2 | Mohamad Hachad    | 6 | 32   | 5,3  |
| 3 | Armando Costa     | 9 | 42   | 4,7  |
| 4 | Mouloukou Diabate | 9 | 35   | 3,9  |
| 5 | Kenny Gasana      | 8 | 31   | 3,9  |

## Galardones
- MVP :

 Joaquim Gomes (ANG)
- Quinteto ideal :

 Amine Rzig (TUN)
 Pape-Philippe Amagou (CTM)
 Romain Sato (RCA)
 Joaquim Gomes (ANG)
 DeSagana Diop (SEN)